# Tratado de livre-comércio
Tratado de livre-comércio (TLC) ou um acordo de livre comércio é um tratado de acordo com o direito internacional para formar uma área de livre comércio entre os estados cooperantes. Existem dois tipos de acordos comerciais - bilaterais e multilaterais.
- Acordos comerciais bilaterais: ocorrem quando dois países concordam em afrouxar as restrições comerciais entre os dois, geralmente para expandir as oportunidades de negócios.
- Os acordos multilaterais de comércio: são acordos entre três ou mais países e são os mais difíceis de negociar e acordar.[1]

Os TLCs, uma forma de pactos comerciais, determinam as tarifas e taxas que os países impõem sobre as importações e exportações com o objetivo de reduzir ou eliminar as barreiras comerciais, incentivando assim o comércio internacional. Esses acordos geralmente "centram-se em um capítulo que prevê tratamento tarifário preferencial", mas também costumam "incluir cláusulas sobre facilitação do comércio e elaboração de regras em áreas como investimento, propriedade intelectual, compras governamentais, normas técnicas e sanitárias e fitossanitárias".
Existem distinções importantes entre as uniões aduaneiras e as áreas de livre comércio. Ambos os tipos de bloco comercial têm acordos internos que as partes concluem a fim de liberalizar e facilitar o comércio entre si. A diferença crucial entre as uniões alfandegárias e as áreas de livre comércio é sua abordagem com terceiros. Embora uma união aduaneira exija que todas as partes estabeleçam e mantenham tarifas externas idênticas com relação ao comércio com não-partes, as partes de uma área de livre comércio não estão sujeitas a tal exigência. Em vez disso, podem estabelecer e manter qualquer regime tarifário aplicável às importações de terceiros, conforme considerem necessário. Em uma área de livre comércio sem tarifas externas harmonizadas, para eliminar o risco de desvio comercial, as partes adotarão um sistema de regras preferenciais de origem.
O Acordo Geral sobre Tarifas e Comércio (GATT 1994) originalmente definiu os acordos de livre comércio para incluir apenas o comércio de bens. Um acordo com finalidade semelhante, isto é, aumentar a liberalização do comércio de serviços, é denominado no Artigo V do Acordo Geral sobre Comércio de Serviços (GATS) como um "acordo de integração econômica". No entanto, na prática, o termo é agora amplamente usado na ciência política, diplomacia e economia para se referir a acordos que abrangem não apenas bens, mas também serviços e até mesmo investimentos. As disposições ambientais também se tornaram cada vez mais comuns em acordos internacionais de investimento, como AIIs.:104

## Aspectos legais dos acordos de livre comércio
A formação de áreas de livre comércio é considerada uma exceção ao princípio de Nação Mais Favorecida (NMF) na Organização Mundial do Comércio (OMC) porque as preferências que as partes de uma área de livre comércio concedem exclusivamente umas às outras vão além de seus compromissos de adesão. Embora o Artigo XXIV do GATT permita que os membros da OMC estabeleçam áreas de livre comércio ou adotem acordos provisórios necessários para o seu estabelecimento, existem várias condições com respeito às áreas de livre comércio, ou acordos provisórios que conduzam à formação de - áreas comerciais.
Em primeiro lugar, os direitos e outros regulamentos mantidos em cada uma das partes signatárias de uma área de livre comércio, que são aplicáveis no momento em que tal área de livre comércio é formada, ao comércio com não-partes dessa área de livre comércio não devem ser superiores ou mais restritivos do que os direitos correspondentes e outros regulamentos existentes nas mesmas partes signatárias antes da formação da área de livre comércio. Em outras palavras, o estabelecimento de uma área de livre comércio para conceder tratamento preferencial entre seus membros é legítimo sob a lei da OMC, mas as partes de uma área de livre comércio não estão autorizadas a tratar terceiros menos favoravelmente do que antes da área ser estabelecida. Um segundo requisito estipulado pelo Artigo XXIV é que as tarifas e outras barreiras ao comércio devem ser eliminadas para substancialmente todo o comércio dentro da área de livre comércio.
Os acordos de livre comércio que formam áreas de livre comércio geralmente estão fora do âmbito do sistema multilateral de comércio. No entanto, os membros da OMC devem notificar o Secretariado quando concluem novos acordos de livre comércio e, em princípio, os textos dos acordos de livre comércio estão sujeitos a revisão no Comitê de Acordos de Comércio Regional. Embora uma disputa que surja dentro de áreas de livre comércio não esteja sujeita a litígio no Órgão de Solução de Controvérsias da OMC, "não há garantia de que os painéis da OMC as acatarão e se recusarão a exercer jurisdição em um determinado caso".
Também é importante observar que um acordo de livre comércio é um acordo recíproco, o que é permitido pelo Artigo XXIV do GATT. Considerando que acordos comerciais autônomos em favor dos países em desenvolvimento e menos desenvolvidos são permitidos pela Decisão sobre Tratamento Diferencial e Mais Favorável, Reciprocidade e Participação Mais Plena dos Países em Desenvolvimento, adotada pelos signatários do Acordo Geral sobre Tarifas e Comércio (GATT) em 1979 (o “Cláusula de Habilitação”). É a base jurídica da OMC para o Sistema de Preferências Generalizadas (SPG). Tanto os acordos de livre comércio como os acordos preferenciais de comércio (conforme nomeados pela OMC) são considerados uma derrogação ao princípio NMF.

## Aspectos econômicos dos acordos de livre comércio

### Desvio de comércio e criação de comércio
Em geral, o desvio de comércio significa que um TLC desviaria o comércio de fornecedores mais eficientes fora da área para outros menos eficientes dentro das áreas. Visto que a criação de comércio implica que uma área de AII cria comércio que de outra forma não existia; Em todos os casos, a criação de comércio aumentará o bem-estar nacional de um país.
Tanto a criação quanto o desvio de comércio são efeitos cruciais encontrados no estabelecimento de um AII. A criação de comércio fará com que o consumo passe de um produtor de alto custo para um de baixo custo e, portanto, o comércio se expandirá. Em contraste, o desvio de comércio fará com que o comércio passe de um produtor de custo mais baixo fora da área para um de custo mais alto dentro do AII. Essa mudança não irá beneficiar os consumidores dentro do TLC, pois eles são privados da oportunidade de comprar produtos importados mais baratos. No entanto, os economistas descobrem que o desvio de comércio nem sempre prejudica o bem-estar nacional agregado: pode até melhorar o bem-estar nacional agregado se o volume do comércio desviado for pequeno.

### TLCs como bens públicos
Economistas têm tentado avaliar até que ponto os AIIs podem ser considerados bens públicos. Eles tratam primeiro de um elemento-chave dos AIIs, que é o sistema de tribunais integrados que atuam como árbitros em disputas comerciais internacionais. Eles servem como uma força de esclarecimento para os estatutos existentes e as políticas econômicas internacionais, conforme afirmado nos tratados comerciais.
A segunda maneira pela qual os AIIs são considerados bens públicos está ligada à tendência de evolução de se tornarem “mais profundos”. A profundidade de um TLC refere-se aos tipos adicionais de políticas estruturais que ele cobre. Embora os acordos comerciais mais antigos sejam considerados “mais superficiais”, pois cobrem menos áreas (como tarifas e cotas), os acordos concluídos mais recentemente tratam de vários outros campos, de serviços a comércio eletrônico e localização de dados. Uma vez que as transações entre as partes de um TLC são relativamente mais baratas do que aquelas com terceiros, os TLCs são convencionalmente considerados excludentes. Agora que acordos comerciais profundos aumentarão a harmonização regulatória e aumentarão os fluxos comerciais com terceiros, reduzindo assim a exclusão dos benefícios dos TLCs, os TLCs de nova geração estão obtendo as características essenciais dos bens públicos.

## Qualificação para preferências em um TLC
Ao contrário de uma união aduaneira, as partes de um AII não mantêm tarifas externas comuns, o que significa que aplicam tarifas alfandegárias diferentes, bem como outras políticas em relação a não-membros. Esse recurso cria a possibilidade de não-partes poderem aproveitar as preferências de um TLC, penetrando no mercado com as tarifas externas mais baixas. Esse risco exige a introdução de regras para determinar os bens originários elegíveis para preferências no âmbito de um TLC, uma necessidade que não surge na formação de uma união aduaneira. Basicamente, há uma exigência de um processamento mínimo que resulte em uma "transformação substancial" das mercadorias para que possam ser consideradas originárias. Ao definir quais mercadorias são originárias do PTA, regras preferenciais de origem distinguir entre mercadorias originárias e não originárias: somente as primeiras terão direito às tarifas preferenciais programadas pelo TLC, as últimas deverão pagar direitos de importação NMF.
Observa-se que, ao se qualificar para os critérios de origem, há um tratamento diferenciado entre os insumos originados dentro e fora de um AII. Normalmente, os insumos originados em uma parte do TLC serão considerados como originários da outra parte se forem incorporados ao processo de fabricação dessa outra parte. Por vezes, os custos de produção provenientes de uma parte são também considerados como os provenientes de outra parte. Nas regras de origem preferencial, esse tratamento diferenciado é normalmente previsto na cláusula de acumulação ou acumulação. Essa cláusula explica ainda os efeitos de criação e desvio de comércio de um TLC mencionado acima, porque uma parte de um TLC tem o incentivo de usar insumos originários de outra parte para que seus produtos possam se qualificar para a condição de originários.

## Bancos de dados em TLCs
O banco de dados sobre acordos comerciais fornecido pelo Mapa de Acesso ao Mercado da ITC. Uma vez que existem centenas de TLCs em vigor e sendo negociados (cerca de 800 de acordo com o Facilitador das Regras de Origem do ITC, contando também acordos comerciais não recíprocos), é importante que as empresas e os formuladores de políticas acompanhem seu status. Existem vários depositários de acordos de livre comércio disponíveis em nível nacional, regional ou internacional. Alguns significativos incluem o banco de dados sobre acordos de livre comércio latino-americanos construído pela Associação Latino-Americana de Integração (ALADI), o banco de dados mantido pelo Centro de Integração Regional Asiático (CIRA) fornecendo acordos de informação de países asiáticos, e o portal sobre as negociações e acordos de livre comércio da União Europeia.
Em nível internacional, existem dois importantes bancos de dados de livre acesso desenvolvidos por organizações internacionais para formuladores de políticas e empresas:

### Sistema de informações sobre acordos comerciais regionais da OMC
Como os membros da OMC são obrigados a notificar ao Secretariado seus acordos de livre comércio, esse banco de dados é construído com base na fonte mais oficial de informações sobre acordos de livre comércio (chamados de acordos regionais de comércio no idioma da OMC). A base de dados permite aos usuários buscar informações sobre acordos comerciais notificados à OMC por país ou por tema (bens, serviços ou bens e serviços). Este banco de dados fornece aos usuários uma lista atualizada de todos os acordos em vigor, entretanto, aqueles não notificados à OMC podem estar ausentes. Também exibe relatórios, tabelas e gráficos contendo estatísticas sobre esses acordos e, em particular, análises tarifárias preferenciais.

### Mapa de acesso ao mercado da ITC
O Market Access Map foi desenvolvido pelo International Trade Center (ITC) com o objetivo de facilitar empresas, governos e pesquisadores em questões de acesso a mercados. A base de dados, visível através da ferramenta online Market Access Map, inclui informações sobre barreiras tarifárias e não tarifárias em todos os acordos comerciais ativos, não se limitando àqueles oficialmente notificados à OMC. Ele também documenta dados sobre acordos comerciais não preferenciais (por exemplo, esquemas de Sistema de Preferências Generalizadas). Até 2019, o Market Access Map fornecia links para download de contratos de textos e suas regras de origem. A nova versão do Market Access Map, que será lançada este ano, fornecerá links diretos para páginas de acordos relevantes e se conectará a outras ferramentas do ITC, especialmente o Facilitador de Regras de Origem. Espera-se que ele se torne uma ferramenta versátil que auxilia as empresas no entendimento dos acordos de livre comércio e na qualificação para os requisitos de origem sob esses acordos.